# Yew Tee (metrostation)
Yew Tee is een metrostation van de metro van Singapore aan de North South Line.